# Coppa Agostoni 2005
La Coppa Agostoni 2005, cinquantanovesima edizione della corsa e valida come evento dell'UCI Europe Tour 2005 categoria 1.1, si svolse il 17 agosto 2005 su un percorso di 196,9 km. La vittoria fu appannaggio dell'italiano Paolo Valoti, che completò il percorso in 4h43'02", precedendo i connazionali Leonardo Giordani e Stefano Cavallari.
Sul traguardo di Lissone 43 ciclisti, su 137 partiti dalla medesima località, portarono a termine la competizione.

## Ordine d'arrivo (Top 10)
| Pos. | Corridore          | Squadra          | Tempo    |
| ---- | ------------------ | ---------------- | -------- |
| 1    | Paolo Valoti       | Domina Vacanze   | 4h43'02" |
| 2    | Leonardo Giordani  | Univ. Caffè      | s.t.     |
| 3    | Stefano Cavallari  | Barloworld       | a 7"     |
| 4    | Salvatore Commesso | Lampre           | a 32"    |
| 5    | Giovanni Visconti  | Domina Vacanze   | s.t.     |
| 6    | Gabriele Missaglia | Univ. Caffè      | s.t.     |
| 7    | Rinaldo Nocentini  | Acqua & Sapone   | s.t.     |
| 8    | Lorenzo Bernucci   | Fassa Bortolo    | s.t.     |
| 9    | Raffaele Ferrara   | Androni-3C       | s.t.     |
| 10   | Fortunato Baliani  | Panaria-Navigare | s.t.     |